# Louis Bontes

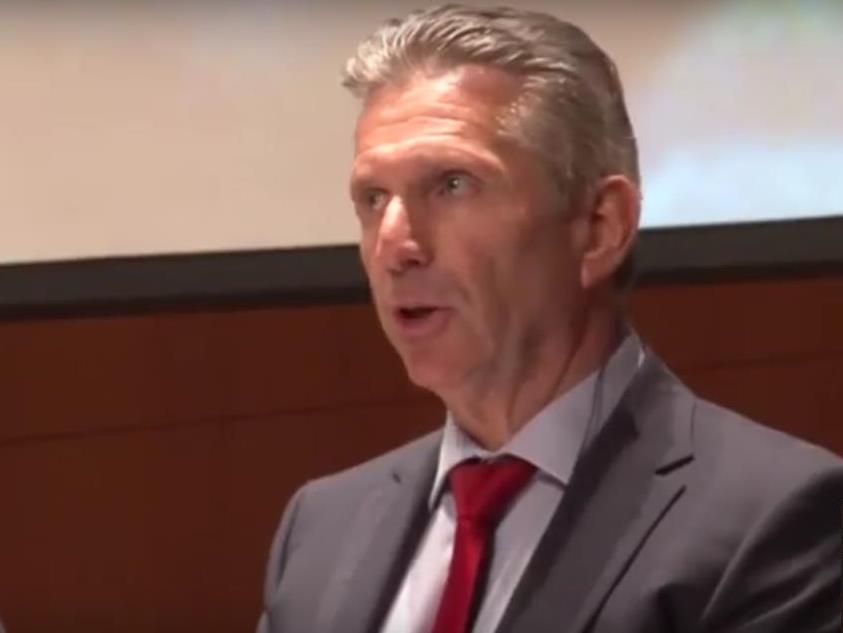
Louis Bontes (2012)

Louis Bontes (* 28. Februar 1956 in Rotterdam) ist ein niederländischer Politiker. Bis Oktober 2013 war er Mitglied der Fraktion der Partij voor de Vrijheid (PVV) in der Zweiten Kammer der Generalstaaten. Er gründete im Frühjahr 2014 die Partei VoorNederland, für die er bis März 2017 in der Zweiten Kammer verblieb.

## Leben
Nach seiner Schulzeit absolvierte Bontes ein Studium der höheren Polizeiausbildung an der De Haagse Hogeschool in Den Haag und an der Universität Utrecht. Viele Jahre war er in Rotterdam bei der niederländischen Polizei beschäftigt. Bontes wurde Unterstützer von Geert Wilders Partij voor de Vrijheid und vertrat die PVV vom 14. Juli 2009 bis zum 17. Juni 2010 als Abgeordneter im Europäischen Parlament. Ab dem 17. Juni 2010 war Bontes Abgeordneter in der Zweiten Kammer der Generalstaaten. Am 29. Oktober 2013 wurde er aus der PVV-Fraktion ausgeschlossen.
Er gehört zu den 89 Personen aus der Europäischen Union, gegen die Russland im Mai 2015 ein Einreiseverbot verhängt hat.
Bontes wohnt in Hellevoetsluis.